# Emmanuelle Béart
Emmanuelle Béart (Gassin, 14 de agosto de 1963) es una actriz de cine francesa.
Es embajadora del comité francés de UNICEF desde 1996 y ha recibido en 2002 pasaporte diplomático, extendiendo sus labores a todo el mundo.
Es hija del cantante Guy Béart y de la modelo Geneviève Galéa. Entre 1993 y 1995 estuvo casada con Daniel Auteuil.

## Filmografía

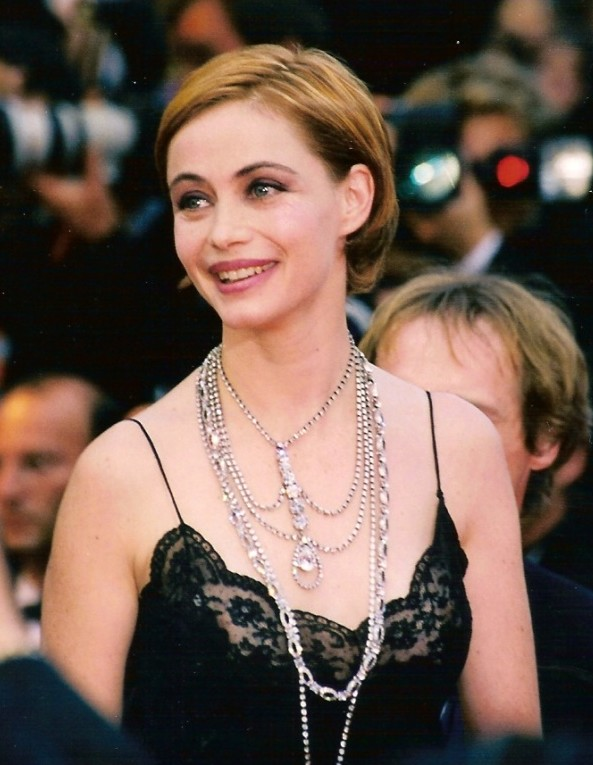
Emmanuelle Béart en 1998.

- 1972: Como liebre acosada (La course du lièvre à travers les champs)
- 1976: Demain les mômes
- 1983: Primeros deseos (Premiers désirs)
- 1984: Un amour interdit
- 1985: L'Amour en douce
- 1986: La venganza de Manon (Manon des sources)
- 1987: Cita con un ángel muy especial (Date with an Angel)
- 1988: À gauche en sortant de l'ascenseur
- 1989: Les Enfants du désordre
- 1990: Il viaggio di capitan Fracassa
- 1991:
  - La bella mentirosa (La belle noiseuse)
  - Le bateau de Lu - cortometraje
  - En la boca no (J'embrasse pas)
  - Divertimento (La belle noiseuse. DIvertimento)
- 1992: Un corazón en invierno (Un coeur en hiver)
- 1993: Rupture(s)
- 1994: El infierno (L'Enfer)
- 1995:
  - Los amores de una mujer francesa (Une femme française)
  - Nelly y el Sr. Arnaud (Nelly et Monsieur Arnaud)
- 1996:
  - Le dernier chaperon rouge - cortometraje
  - Misión imposible
- 1998:
  - Don Juan
  - Voleur de vie (Vidas robadas)
- 1999:
  - El tiempo recobrado (Le Temps retrouvé)
  - Elephant juice
  - Cena de Navidad (La bûche)
- 2000: Los destinos sentimentales (Les destinées sentimentales)
- 2001:
  - Voyance et manigance
  - El ensayo (La répétition)
- 2002: 8 mujeres (8 femmes)
- 2003:
  - Lejos del mundo (Les égarés)
  - La historia de Marie y Julien (Histoire de Marie et Julien)
  - Nathalie X (Nathalie...)
- 2004: À boire
- 2005: 
  - D'Artagnan et les trois mousquetaires
  - Un fil à la patte
  - L'enfer
- 2006: Un crime
- 2007: Los testigos (Les témoins)
- 2008: Disco
- 2009: Vinyan
- 2014: Les yeux jaunes des crocodiles (Los ojos amarillos de los cocodrilos)